# Копа Америка 2019 Финал
Финалът на Копа Америка 2019 е последния мач на Копа Америка 2019, футболния турнир на Южна Америка който се провежда в Бразилия между 14 юни и 7 юли 2019. Мачът се играе на Ещадио до Маракана, Рио де Жанейро между Бразилия и Перу.  Бразилия побеждава с 3 – 1, с което става шампион за 9 път.

## Пътят към финала
Двата отбора са в Група А на турнира. Бразилия завършват на 1-во място, а Перу – на 3-то.
Бразилия побеждава Парагвай (на 1/4 финал) и Аржентина (на 1/2 финал). Перу побеждават Уругвай и Чили.

## Детайли
| 7 юли 2019 17:00 |

| Бразилия                                     | 3 – 1  | Перу              |
| -------------------------------------------- | ------ | ----------------- |
| Соарес 15' Жезус 45+3' Ришарлисон 90' (дуз.) | Доклад | Гереро 44' (дуз.) |

| Ещадио до Маракана, Рио де Жанейро Съдия: Роберто Тобар (Чили) |